# البرت‌شاسن
البرت‌شاسن (به آلمانی: Albershausen) یک شهرداری در آلمان است که در بادن-وورتمبرگ واقع شده‌است.

## خصوصیات
البرت‌شاسن ۶٫۵۰ کیلومترمربع مساحت دارد ۳۲۸ متر بالاتر از سطح دریا واقع شده‌است.